# Gouvernement Eriwan

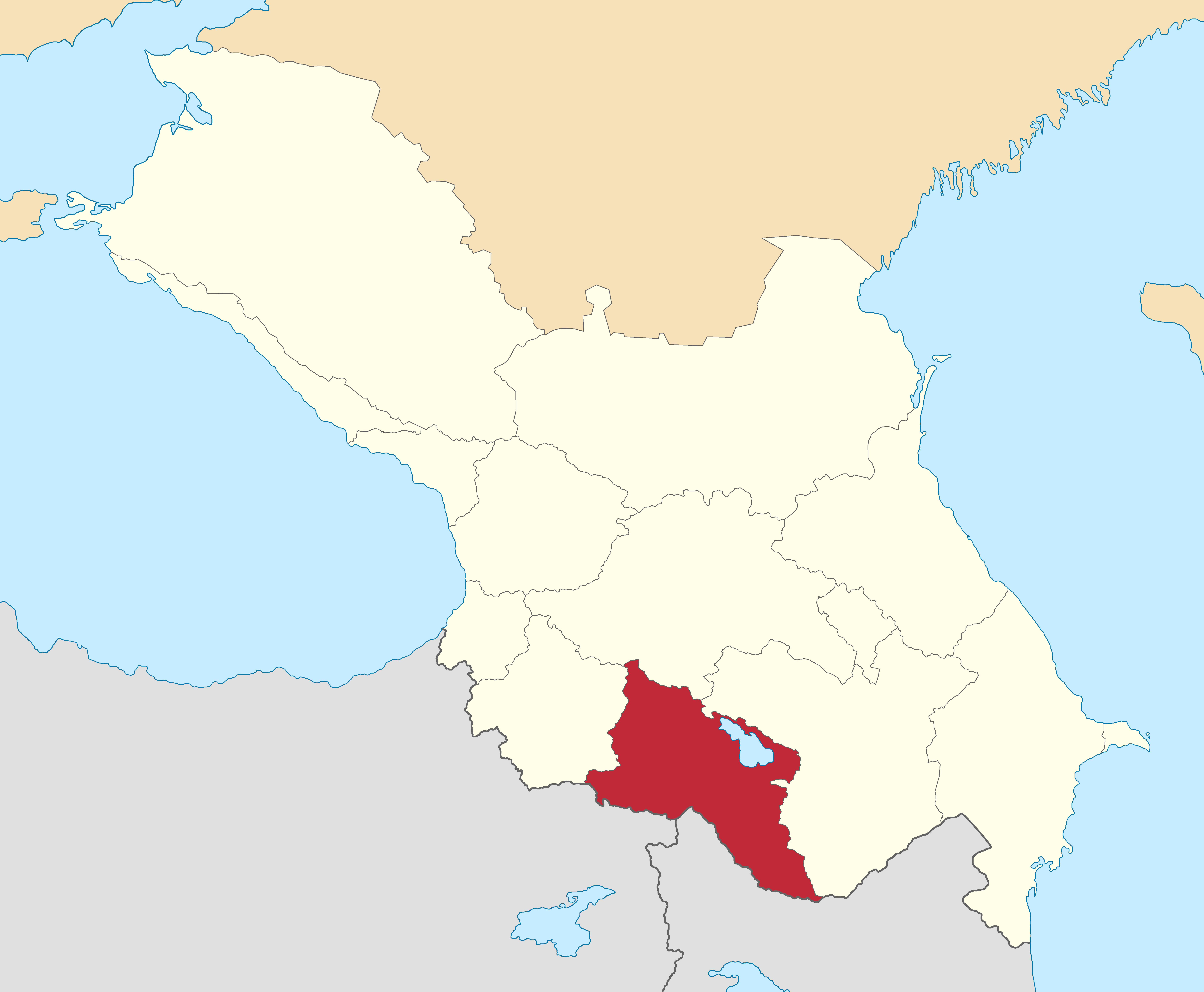
Lage des Gouvernements Eriwan innerhalb des Generalgouvernements Kaukasus

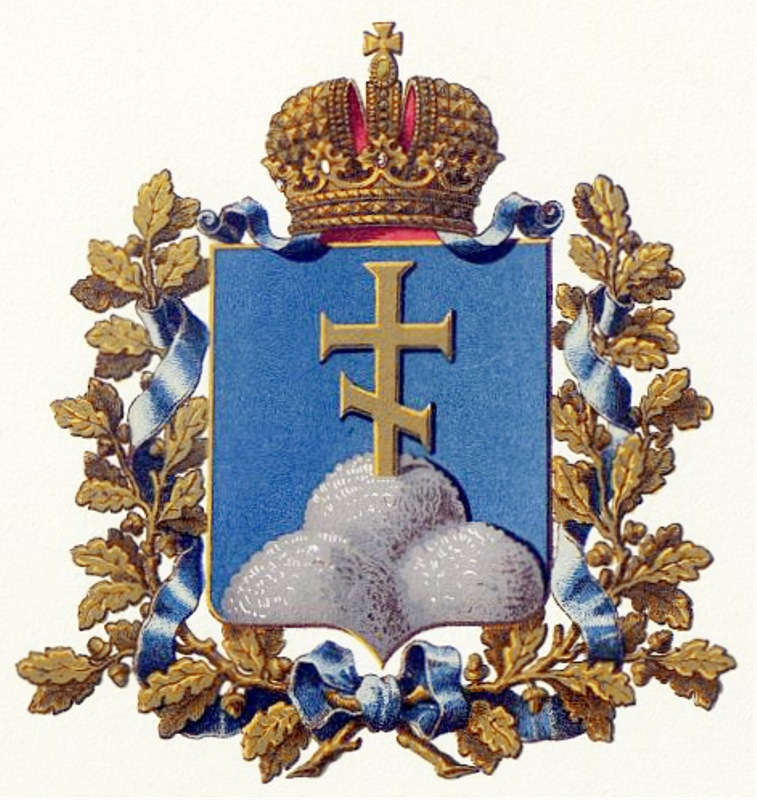
Wappen

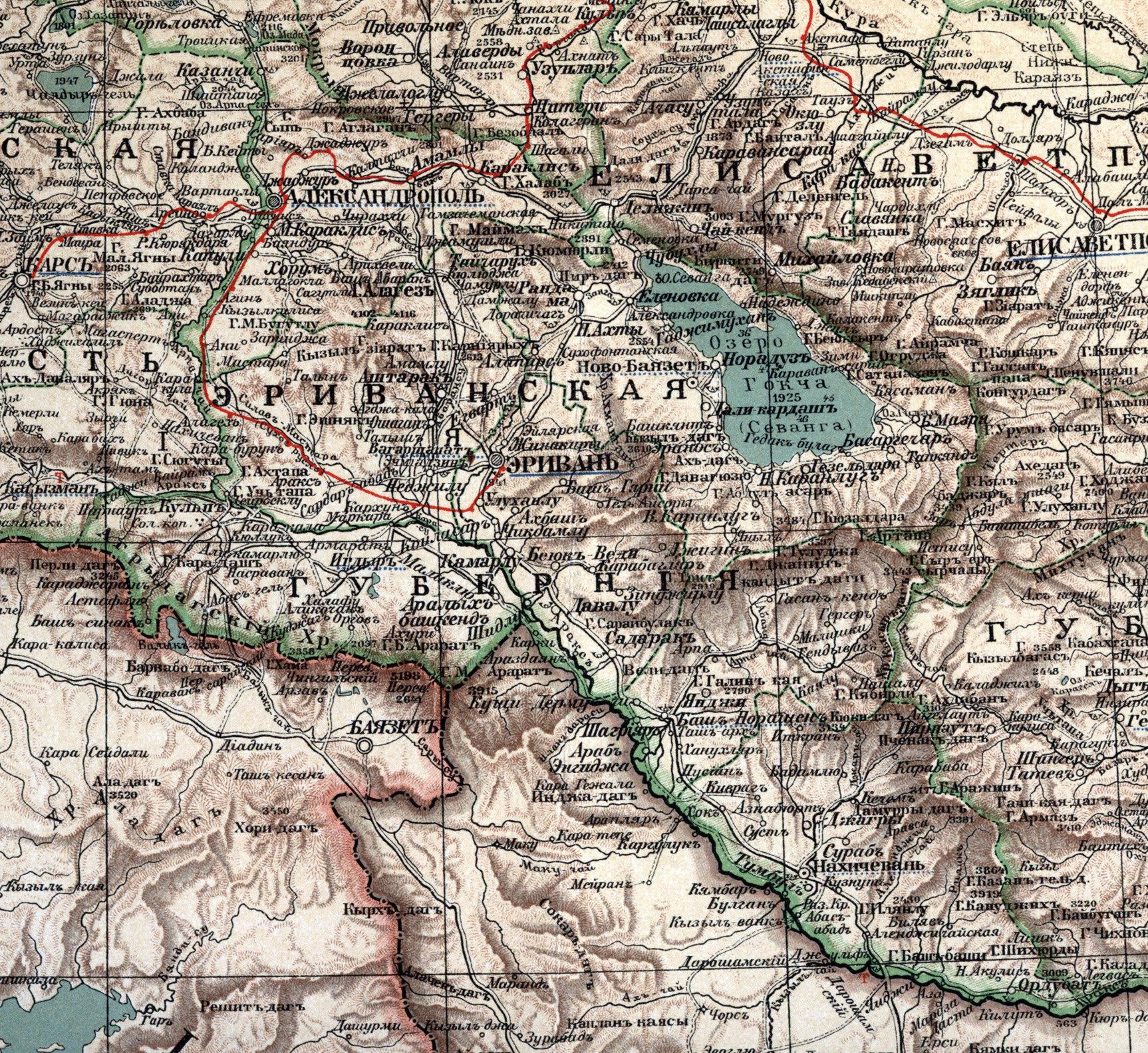
Karte aus ca. 1900 (auf Russisch)

Das Gouvernement Eriwan (russisch Эриванская губерния Eriwanskaja gubernija) war eine Verwaltungseinheit im Generalgouvernement Kaukasus des Russischen Kaiserreiches. 

## Geographie
Es umfasste nach heutigen Begriffen den Großteil Armeniens (ohne Sjunik und weiten Teilen von Lori und Tawusch), die Autonome Republik Nachitschewan sowie den zur Türkei gehörenden Gebietsstreifen zwischen Ararat und dem Fluss Aras.
Es grenzte an das Osmanische Reich und Persien sowie innerhalb Russlands an die Oblast Kars und die Gouvernements Tiflis und Elisabethpol.
Das Gebiet umfasste 27.830 km², Hauptstadt war Eriwan (heutzutage eher Jerewan genannt).

## Geschichte
Aus den im Frieden von Turkmantschai 1828 gewonnenen Gebieten (die Khanate Eriwan und Nachitschewan, beides persische Vasallenstaaten) wurde zunächst die Armenische Oblast gebildet, die 1850 in das Gouvernement umorganisiert wurde.
Im Gefolge der Revolution von 1905 kam es zu gegenseitigen Massakern der armenischen und aserbaidschanischen Volksgruppen, zu deren Niederschlagung wurde der in russischen Diensten stehende Louis Joseph Jérôme Bonaparte (1864–1932) entsandt.
Im Zuge der Russischen Revolution wurden die transkaukasischen Gebiete Russlands vorübergehend unabhängig. In der Transkaukasischen Demokratisch-Föderativen Republik blieb das Gouvernement bestehen.
Durch den Vertrag von Batumi fiel der Großteil des Gouvernements am 4. Juni 1918 an das Osmanische Reich. Mit der Bildung der Armenischen SSR am 29. November 1920 wurde das Gouvernement aufgelöst.

## Wirtschaft
Wirtschaftlich waren vor allem Obst- und Baumwollanbau bedeutend, daneben auch Seidenraupen- und Blutegelzucht. Nach 1900 wurden Eisenbahnlinien nach Tiflis, Kars und Richtung Persien gebaut.

## Gliederung
Um 1900 bestand es aus sieben Ujesdy (Kreise):
- Alexandropol (heute Gjumri)
- Eriwan
- Etschmiadsin (Hauptstadt Wagarschapat)
- Nachitschewan (aserb. Naxçıvan)
- Nowobajesid (heute Gawar)
- Scharur-Darlagos (Hauptstadt Basch-Noraschen, heute Şərur)
- Surmali (Hauptstadt Igdyr, türk. Iğdır)

## Bevölkerung
Nach der ersten allrussischen Volkszählung von 1897 hatte das Gouvernement 829.556 Einwohner.
Davon waren 441.000 Armenier, 313.176 Tataren (d. h. Aserbaidschaner), 49.389 Kurden und 13.173 Russen. Daneben gab es kleinere Gruppen von Assyrern, Ukrainern, Polen und Griechen.